# Kolda (stad)

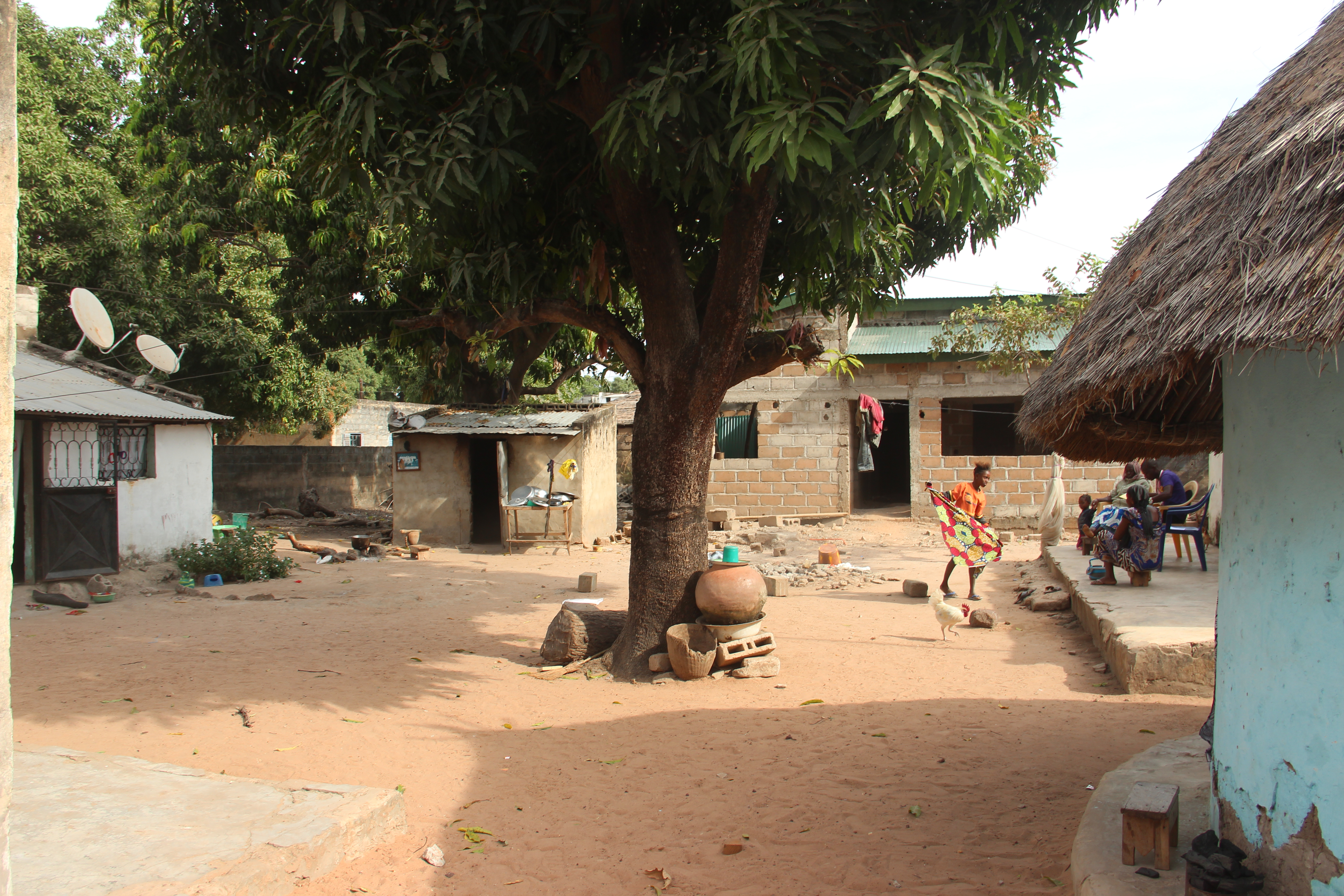
Kolda

Kolda is een stad in Senegal en is de hoofdplaats van de regio Kolda.
In 2002 telde Kolda 53.921 inwoners. De meeste inwoners zijn Fulani.
In Kolda is er een regionaal ziekenhuis.
In 1942 werd er een rooms-katholieke parochie opgericht. Het is sinds 1999 de zetel van het bisdom Kolda. Hoofdkerk is de kathedraal Notre-Dame des Victoires.

## Geografie
Kolda ligt in Haute-Casamance, nabij de grens met Guinee-Bissau. De stad ligt aan de bovenloop van de Casamance.
De gemiddelde jaartemperatuur bedraagt 27,7° C. De meeste neerslag valt tussen juni en oktober.

## Verkeer en vervoer
Kolda ligt aan de autoweg N6, tussen Tambacounda en Ziguinchor. Er is bij de stad een regionale luchthaven in Saré Bidji.